# لويك لامبرت
لويك لامبرت (بالفرنسية: Loïc Lambert)‏ (25 أكتوبر 1966 لو مان فرنسا - ) هو لاعب كرة قدم فرنسي، يلعب كلاعب وسط.

## مسيرته

### مسيرته مع الأندية
- 1985 - 1990 لعب مع ستاد لافال 162 مباراة سجل خلالها 12 هدف.
- 1990 - 1993 لعب مع نادي سانت إتيان 66 مباراة سجل خلالها هدفين.
- 1993 - 1998 لعب مع ستاد رين 151 مباراة سجل خلالها 9 أهداف.
- 1998 - 1999 لعب مع أسوا فالنس [الإنجليزية]‏ 20 مباراة.

## روابط خارجية
- لويك لامبرت على موقع قاعدة بيانات كرة القدم.إي يو (الإنجليزية)
- لويك لامبرت على موقع Soccerway.com (الإنجليزية)
- لويك لامبرت على موقع عالم كرة القدم.نت (الإنجليزية)
- لويك لامبرت على موقع GSA (الإنجليزية)